# Hansenomysis nouveli
Hansenomysis nouveli är en kräftdjursart som beskrevs av Lagardère 1983. Hansenomysis nouveli ingår i släktet Hansenomysis och familjen Petalophthalmidae. Inga underarter finns listade i Catalogue of Life.